# Al Robbins
Dr. Albert Robbins M.D. es un personaje de ficción encarnado por el actor Robert David Hall en la serie de televisión de la cadena CBS, CSI: Crime Scene Investigation. "Al", trabaja como examinador médico en la morgue del laboratorio CSI del Departamento de Policía de Las Vegas, encargándose de las autopsias de los cadáveres. Ha aparecido en todos los episodios de la serie, desde "Who are you?", con excepción de "Still Life" de la sexta temporada.

## Biografía
Desde pequeño, Albert "Al" Robbins, pasó la mayor parte de su infancia en ambientes hospitalarios, debido a que su madre era una enfermera. Es por ello, que desde una edad muy temprana, fue capaz de entender el ciclo de vida (sanidad, el nacimiento y la muerte) y no fue ninguna sorpresa cuando se graduó con una Maestría en Fisiología de la Universidad Johns Hopkins.
A una edad temprana, estuvo involucrado en un accidente, donde fue golpeado de frente por un conductor ebrio. Perdió sus dos piernas en el accidente, pero camina con el uso de prótesis y una muleta. El accidente corre paralelo a uno que tuvo el actor que lo interpreta a los 18 años.
Tomó su primer trabajo como médico forense en Arlington, Virginia, donde permaneció por varios años antes de mudarse a Las Vegas, Nevada, con su esposa y sus tres hijos, desde entonces ha permanecido en él como el jefe de examinadores médicos del turno de noche de CSI.

## Trasfondo
El Dr. Albert Robbins (conocido en todo el laboratorio como "Doc") es el Jefe Médico Forense de Las Vegas del Departamento de Policía, trabajando en estrecha colaboración con Gil Grissom (hasta su retiro) y su equipo de turno de noche de los CSI. La intelectualidad de ambos, les hace llevar a cabo bromas académicas, y, como Grissom, el doctor Robbins no parece estar desconcertado ni perturbado por las acciones y hábitos de las diversas subculturas de la humanidad.
Desde la partida de Grissom, Robbins ha desarrollado un tipo similar de amistad con el nuevo CSI, Raymond Langston. Él ofrece a su nuevo compañero (ambos hombres son cirujanos) un espacio de oficina en la morgue cuando llega al laboratorio, y comparten el mismo amor por el blues.
Poco se sabe de la vida personal de Robbins. Nació con un hermano gemelo, aunque el otro ya estaba muerto. Su madre atribuyó la elección de su carrera a "pasar tantos días junto a un cuerpo muerto." Está casado y tiene al menos tres hijos, de acuerdo con el episodio de "Overload". Tiene un gato siamés y posee miedo de las ratas. Tiene una afición por el café, específicamente el macchiatos y toca la guitarra en una banda que ha formado con el médico forense del turno de día. También, mantiene un álbum de fotos de las autopsias de las celebridades que han muerto en Las Vegas, incluyendo Tupac Shakur y el bajista de The Who, John Entwistle.
En la novena temporada, en "Por Warrick", un angustiado Robbins le dice al equipo que otro médico, se tendría que encargar de realizarle la autopsia a su amigo fallecido, Warrick Brown.
La primera aparición de Robbins fue en la primera temporada, en el episodio "Who Are You?". Se convirtió en actor regular a partir de la tercera temporada.